# Lisa Raymond
Lisa Raymond (Norristown, 10 de agosto de 1973) é uma ex-tenista profissional estadunidense, que já ganhou mais de US$ 10 milhões em premiações durante sua carreira. Lisa Raymond conquistou 11 títulos de Grand Slam: 6 em duplas femininas e 5 em duplas mistas. 

## Grand Slam finais

### Duplas: 13 (6–7)
| Posição | Ano  | Campeonato          | Piso   | Parceira           | Oponentes                           | Placar              |
| Vice    | 1994 | Roland Garros       | Saibro | Lindsay Davenport  | Gigi Fernández Natasha Zvereva      | 6–2, 6–2            |
| Vice    | 1997 | Aberto da Austrália | Duro   | Lindsay Davenport  | Martina Hingis Natasha Zvereva      | 6–2, 6–2            |
| Vice    | 1997 | Roland Garros       | Saibro | Mary Joe Fernández | Gigi Fernández Natasha Zvereva      | 6–2, 6–3            |
| Campeã  | 2000 | Aberto da Austrália | Duro   | Rennae Stubbs      | Martina Hingis Mary Pierce          | 6–4, 5–7, 6–4       |
| Campeã  | 2001 | Wimbledon           | Grama  | Rennae Stubbs      | Kim Clijsters Ai Sugiyama           | 6–4, 6–3            |
| Campeã  | 2001 | US Open             | Duro   | Rennae Stubbs      | Kimberly Po Nathalie Tauziat        | 6–2, 5–7, 7–5       |
| Vice    | 2002 | Roland Garros       | Saibro | Rennae Stubbs      | Virginia Ruano Pascual Paola Suárez | 6–4, 6–2            |
| Campeã  | 2005 | US Open             | Duro   | Samantha Stosur    | Elena Dementieva Flavia Pennetta    | 6–2, 5–7, 6–3       |
| Vice    | 2006 | Aberto da Austrália | Duro   | Samantha Stosur    | Zi Yan Jie Zheng                    | 2–6, 7–6(7), 6–3    |
| Campeã  | 2006 | Roland Garros       | Saibro | Samantha Stosur    | Daniela Hantuchová Ai Sugiyama      | 6–3, 6–2            |
| Vice    | 2008 | Wimbledon           | Grama  | Samantha Stosur    | Serena Williams Venus Williams      | 6–2, 6–2            |
| Vice    | 2008 | US Open             | Duro   | Samantha Stosur    | Cara Black Liezel Huber             | 6–3, 7–6(6)         |
| Campeã  | 2011 | US Open             | Duro   | Liezel Huber       | Vania King Yaroslava Shvedova       | 4–6, 7–6(5), 7–6(3) |

### Duplas Mistas: 10 (5–5)
| Posição | Ano  | Campeonato    | Piso   | Parceiro          | Oponentes                         | Placar           |
| Campeã  | 1996 | US Open       | Duro   | Patrick Galbraith | Manon Bollegraf Rick Leach        | 7–6(6), 7–6(4)   |
| Vice    | 1997 | Roland Garros | Saibro | Patrick Galbraith | Rika Hiraki Mahesh Bhupathi       | 6–4, 6–1         |
| Vice    | 1998 | US Open       | Duro   | Patrick Galbraith | Serena Williams Max Mirnyi        | 6–2, 6–2         |
| Campeã  | 1999 | Wimbledon     | Grama  | Leander Paes      | Anna Kournikova Jonas Björkman    | 6–4, 3–6, 6–3    |
| Vice    | 2001 | US Open       | Duro   | Leander Paes      | Rennae Stubbs Todd Woodbridge     | 6–4, 5–7, [11–9] |
| Campeã  | 2002 | US Open       | Duro   | Mike Bryan        | Katarina Srebotnik Bob Bryan      | 7–6(9), 7–6(1)   |
| Campeã  | 2003 | Roland Garros | Saibro | Mike Bryan        | Elena Likhovtseva Mahesh Bhupathi | 6–3, 6–4         |
| Vice    | 2010 | Wimbledon     | Grama  | Wesley Moodie     | Cara Black Leander Paes           | 6–4, 7–6(5)      |
| Campeã  | 2012 | Wimbledon     | Grama  | Mike Bryan        | Elena Vesnina Leander Paes        | 6–3, 5–7, 6–4    |
| Vice    | 2013 | Wimbledon     | Grama  | Bruno Soares      | Kristina Mladenovic Daniel Nestor | 5–7, 6–2, 8–6    |